# San Juan, San Luis Potosí
San Juan är en ort i Mexiko.   Den ligger i kommunen Ciudad Valles och delstaten San Luis Potosí, i den centrala delen av landet, 260 km norr om huvudstaden Mexico City. San Juan ligger 58 meter över havet och antalet invånare är 180.
Terrängen runt San Juan är platt åt nordost, men åt sydväst är den kuperad. Runt San Juan är det ganska glesbefolkat, med 48 invånare per kvadratkilometer. Närmaste större samhälle är Tampate, 18,9 km söder om San Juan. Omgivningarna runt San Juan är en mosaik av jordbruksmark och naturlig växtlighet.